# 圖拉薑餅

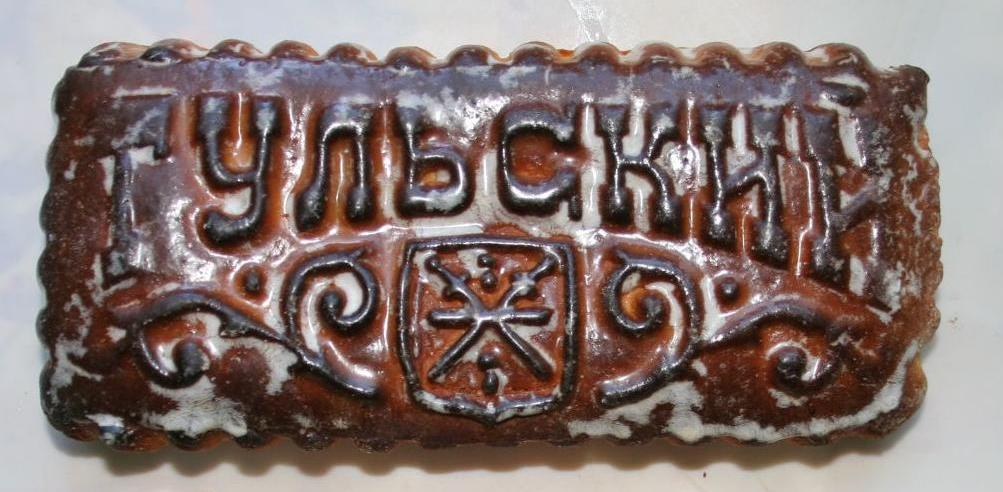
印有「圖拉」字樣和市徽的薑餅

圖拉薑餅（俄语：Ту́льский пря́ник）是一種源自俄羅斯圖拉的點心，是俄式薑餅最著名的品種，餅常呈方型，並以餅模印上各種文字和圖案。
圖拉薑餅的材料包括黑麥麵粉、蜂蜜、雞蛋、水和香料，成型後表面塗上糖漿以增加光澤。另外，圖拉薑餅內通常都有餡料，例如是果醬或煉奶。
據當地的人口登記資料顯示，在1685年圖拉就已在製作薑餅了。1996年，當地開設了專門的博物館。2016年，圖拉州慶祝了第一屆「薑餅日」。